# Кейти Хикман
Кейти Хикман (на английски: Katie Hickman) е английска писателка на бестселъри в жанра исторически роман и пътепис.

## Биография и творчество
Кейти Луси Хикман е родена на 6 декември 1960 г. в Уелингтън, Нова Зеландия, в дипломатическото семейство на Джон Хикман и Дженифър Олив. Отраства на разни места по света в Европа, Далечния Изток и Латинска Америка. Учи английска литература в Колежа „Пембрук“ в Оксфордския университет и завършва с отличие бакалавърска степен през 1982 г. и с магистърска степен през 1987 г.
На 17 октомври 1987 г. се омъжва за фотографа Том Оуен Едмъндс. Имат дъщеря Маделин. Развеждат се по-късно. Омъжва се отново за философа А. К. Грейлинг, с когото имат син Люк.
Започва да пише след дипломирането си през 1982 г. като писател на пътеписи на свободна практика. Първата ѝ документална книга, пътеписът „Dreams of the Peaceful Dragon“ (Мечтите на мирния дракон) е издаден през 1987 г. и е в резултат на пътешествие с кон през забраненото кралство Бутан. През 1993 г. пътеписът ѝ „A Trip to the Light Fantastic“ е удостоен с наградата „Томас Кук“.
През 1992 г. е издаден първият ѝ художествен роман „The Quetzal Summer“ за историята на английско момиче в Южна Америка, за което медицинската сестра индианка става по-значима от родната ѝ майка. Номиниран е за книга на годината.
През 1999 г. е издадена документалната ѝ книга „Daughters of Britannia: The Lives and Times of Diplomatic Wives“ (Дъщерите на Британия: Животът и времето на дипломатическите съпруги). Книгата става бестселър и е сериализирана по радио Би Би Си.
През 2008 г. е издаден първият ѝ исторически роман „Тайната порта“ от едноименната трилогия. Действието на романа се развива в края на ХVI и началото на ХVII век в Истанбул и Венеция.
Произведенията на писателката са преведени на над 20 езика по света.
Кейти Хикман живее със семейството си в Лондон.

## Произведения

### Самостоятелни романи
- The Quetzal Summer (1992)

### Серия „Тайната порта“ (The Aviary Gate)
1. The Aviary Gate (2008)
Тайната порта, изд.: ИК „Кръгозор“, София (2014), прев. Антоанета Дончева-Стаматова
2. The Pindar Diamond (2010)
Диамантът на Венеция, изд.: ИК „Кръгозор“, София (2015), прев. Антоанета Дончева-Стаматова
3. The House at Bishopsgate (2016)

### Документалистика
- Dreams of the Peaceful Dragon (1987)
- A Trip to the Light Fantastic (1993)
- Daughters of Britannia: The Lives and Times of Diplomatic Wives (1999)
- Travels with a Circus (2001)
- Illustrated Daughters of Britannia (2001)
- Courtesans: Money, Sex and Fame in the Nineteenth Century (2003)
- Travels with a Mexican Circus (2014)